# ビリー・デイヴィス
ビリー・デイヴィス（Billie Davis, 本名キャロル・ヘッジス（Carol Hedges）, 1945年12月22日 - ）は、イギリスの女性歌手。
1960年代に活躍し、「テル・ヒム」(Tell Him)、「アイ・ウォント・ユー・トゥ・ビー・マイ・ベイビー」(I Want You to Be My Baby) などのヒットで知られる。

## 初期
サリー州ウォキング出身。プロデビュー前は秘書として働いていた。16歳の時、サウスホール・コミュニティ・センターで行われたタレント・コンテストで、クリフ・ベネットのバンドRebel Rousersをバックに従え、コニー・フランシスの「メニー・ティアーズ・アゴー」を歌って優勝した。ベネットはヘッジスをプロデューサーのジョー・ミークに引き合わせ、ミークの下デモ・レコーディングを行う。ミークとの作業中にロバート・スティグウッドに見出され、ヘッジスは即座にチャンスに飛びついた。スティグウッドのアイデアで、ファーストネームをビリー・ホリデイから、姓はサミー・デイヴィスJr.からそれぞれ取り、ビリー・デイヴィスを名乗ることとなった。
最初のヒットは、マイク・サーンとのデュエットで1962年8月にパーロフォンからリリースした「ウィル・アイ・ホワット?」(Will I What?)。この曲で、彼女はコミカルなコックニーでコーラスをつけ、9月にイギリスのシングル・チャートの18位に達した。
その後デッカ・レコードに移籍し、1963年2月にエキサイターズのカバー「テル・ヒム」(Tell Him) でキャリア最高のヒットを放つ（この曲は1999年にFOXテレビのコメディ・ドラマ『アリー my Love』に使用され、ヴォンダ・シェパードの歌でサウンドトラックにも収められた）。「テル・ヒム」のプロモーションのため、デイヴィスはビートルズやローリング・ストーンズを含む大物アーティストとのイベント出演、テレビ主演、ツアーに明け暮れた。その甲斐あってデイヴィス・バージョンはイギリスのシングル・チャートの10位まで上昇し、続く「ヒーズ・ザ・ワン」(He's The One) も1963年5月にTop40入りした。
音楽での成功のみならず、デイヴィスはファッションリーダーでもあった。1960年代に流行した多くのファッション（さらさらのボブカット、TVシリーズ「おしゃれ(秘)探偵」 (The Avengers) でオナー・ブラックマンが流行させたロングブーツ、レザーのミニスカートなど）のいくつかは彼女が発信源でもあった。
ビートルズの登場でポップ・ミュージック界に大変革が起こり始めた頃に、デイヴィスはギャラの問題などもあり、デッカ・レコードを去る。

## 事故と低迷
1963年9月、ロチェスターでのコンサートからの帰り道のウェストミッドランドで、デイヴィスはシャドウズのジェット・ハリスと一緒に乗っていた車で事故に遭遇、顎を骨折した（ハリスはデイヴィスによって車の残骸から助け出されたが、頭部に重傷を負った）。妻帯者であるハリスと17歳のデイヴィスの関係がタブロイド紙の格好の餌食となった上、重傷を負ったデイヴィスは一切のプロモーションが行えず、しばらく表舞台から姿を消すことになる。その後コロムビア、ピカデリーとレコード会社を転々とするが、ヒットからは見放された状態が続いた。

## 復活
1965年、映画『ポップ・ギア』に出演、「ワッチャ・ゴナ・ドゥ」(Watcha Gonna Do) を軽快に歌い上げて復活する。1967年にデッカ・レコードに復帰し、「エンジェル・オブ・ザ・モーニング」(Angel of the Morning) をはじめとするいくつかの曲をレコーディングした。デイヴィスが最後にヒットチャートに送り込んだ曲は、1952年にルイ・ジョーダンがレコーディングしたジョン・ヘンドリックス作の「アイ・ウォント・ユー・トゥ・ビー・マイ・ベイビー」(I Want You to Be My Baby) で、1968年10月に33位まで上昇した。デイヴィスはデッカに8年間在籍し、1971年4月にふたたびデッカを去った。
1970年代後半からスペイン語圏での表現活動に活路を見出し、1980年代にかけてスペイン語でのレコーディングも多く手掛けた。彼女の過去の作品はいくつかのオムニバスCDに採り上げられた（バート・バカラックのカバー・アルバムも含まれる）。デッカ音源のベスト・アルバムが2005年にリリースされた。2006年には、ツアーのためにかつての恋人ジェット・ハリスと復縁した。

## ディスコグラフィ

### UKシングル
- Will I What (as 'Mike Sarne with Billie Davis') - August 1962 - Parlophone R4932 UK Singles Chart #18
- Tell Him (Russell) - February 1963 - Decca Records F11572 UK #10
- He's The One (Blackwell) - May 1963 - Decca F11658 UK #40
- Bedtime Stories – Sep 1963 – Columbia DB 7115
- That Boy John – Feb 1964 – Columbia DB 7195
- School Is Over – Mar 1964 – Columbia DB 7246
- Watcha Gonna Do – Sep 1964 – Columbia DB 7346
- The Last One To Be Loved – Mar 1965 – Piccadilly 7N 35227
- No Other Baby Oct 1965 – Piccadilly 7N 35266
- When You Move, You Lose (as 'Keith and Billie') – Jan 1966 – Piccadilly 7N 35288
- Heart and Soul – Apr 1966 – Piccadilly 7N 35308
- You Don’t Know Like I Know (as ‘Keith and Billie’) – Jun 1966 – Piccadilly 7N 35321
- That’s Really Some Good (as ‘Keith and Billie’) – Sep 1966 – Piccadilly 7N 35340
- Just Walk In My Shoes – Oct 1966 – Piccadilly 7N 35350
- Wasn’t It You – Jun 1967 – Decca F 12620
- Angel of the Morning – Nov 1967 – Decca F 12696
- I Want You To Be My Baby - Oct 1968 - Decca F12823 UK #33
- Make The Feeling Go Away – Jan 1969 – Decca F 12870
- I Can Remember – May 1969 – Decca F 12923
- Nights in White Satin – Nov 1969 – Decca F 12977
- There Must Be A Reason – Oct 1970 – Decca F 13085
- I Tried – May 1972 – Regal Zonophone RZ 3050
- I Want You To Be My Baby – Aug 1972 – Decca F 13334 reissue
- Anyway That You Want Me – Jan 1976 – United Artists UP 36058
- I’ve Been Loving Someone Else – Feb 1976 – United Artists UP 36066
- Anyway That You Want Me – Jun 1976 – United Artists UP 361178
- I’ll Dance The Ants Back Into Your Pants – Aug 1977 – Phillips 6006 583
- Run Joey Run – Jun 1978 – Magnet MAG 124
- Bright Lights – 1983 - Linero BDT 2
- The Kiss – Dec 1984 – Alternative AKISS 1
- Back In Our Rock 'n' Roll Days – Nov 1998 – Strange Country 0001